# Epiplema basipuncta
Epiplema basipuncta är en fjärilsart som beskrevs av W. Warren 1900. Epiplema basipuncta ingår i släktet Epiplema och familjen Uraniidae. Inga underarter finns listade i Catalogue of Life.